# Bałtrucie
Bałtrucie (niem. Rastenburgswalde) – osada w Polsce położona w województwie warmińsko-mazurskim, w powiecie kętrzyńskim, w gminie Kętrzyn. Osada leży na północ od Osiedla Piastowskiego.
Do 1954 w granicach Kętrzyna. 
W latach 1975–1998 miejscowość administracyjnie należała do województwa olsztyńskiego.
Wieś powstała w XIX w.
W roku 2000 w Bałtruciach mieszkało 16 osób.